# Acalypha karwinskii
Acalypha karwinskii är en törelväxtart som beskrevs av Johannes Müller Argoviensis. Acalypha karwinskii ingår i släktet akalyfor, och familjen törelväxter. Inga underarter finns listade i Catalogue of Life.